# Каменистый (посёлок)
Каменистый — упразднённый в 2004 году посёлок в Сусуманском районе Магаданской области России. Ныне урочище.

## Этимология
Посёлок получил название от каменистой местности, в которой был расположен.

## География
Посёлок Каменистый находился на Колымской трассе (ныне Федеральная автомобильная дорога Р504 «Колыма»), в богатой ручьями местности, в 722 км от Магадана и в 72 км от районного центра Сусуман по направлению к Якутии.
Возле посёлка шла разработка месторождения щебня.

## История
Возник как посёлок дорожников в середине 1950-х годов, когда был закрыт отдельный лагерный пункт, отвечавший за содержание дорог при Дальстрое.
Посёлок Каменистый был исключён из перечня населённых пунктов Магаданской области 8 октября 2004 года постановлением Магаданской областной Думы.

## Население
В 1970-е годы в Каменистом проживало более 200 человек. Отток населения начался сразу после распада Советского Союза.

## Инфраструктура
Большая часть жителей посёлка трудились на дорожном предприятии, обслуживающем Колымскую трассу, занимались её ремонтом и строительством мостов. В Каменистом располагалась контора и техника Кадыкчанского управления автомобильных дорог (КУАД), Позднее оно было преобразовано в Кадыкчанское дорожное ремонтно-строительное управление(КДРСУ). Дорожники обслуживали участок Колымской трассы с 740 по 870 км, до села Делянкир на границе Магаданской области и Якутской АССР, и ряд дорог местного значения. В 1995 году дорожное предприятие в Каменистом было упразднено, обслуживание участка дороги передали Сусуманскому унитарному дорожному предприятию в районном центре. В посёлке осталась только дорожная дистанция. К этому времени большая часть населения уже покинула Каменистый.